# Alsópásztély
Alsópásztély (Begengyátpásztély, ukránul: Бегендяцька Пастіль) település Ukrajnában, Kárpátalján, az Ungvári járásban.

## Fekvése
Nagybereznától délkeletre, Kispásztély, Felsőpásztély és Nagyberezna közt fekvő település.

## Nevének eredete
Neve bizonytalan eredetű. Begengyát előtagját személynév eredetűnek tartják. Pásztély utótagja talán szláv névből keletkezett, de elképzelhető, hogy a magyar pásztor, szláv pastuch megfelelőjéből jött létre.

## Története
Alsópásztély nevét 1602-ben „Begengyát Pasztely” néven említette először oklevél. 1773-ban „Begengyat Pasztely”, 1782-1784 között „Begengyátpásztély” formában találjuk.
A 18. század végén Vályi András így ír róla: „PASZTELY. Berezna Pasztely, Kis Pasztely, Rosztoka Pasztely, és Kosztolna Pasztely. Négy Orosz falu Ungvár Vármegyében, földes Uraik külömbféle Urak, lakosaik ó hitüek, és másfélék, fekszenek Ungvárhoz mintegy négy mértföldnyire, távolag egymástól, határbéli földgyeik középszerűek, hegyesek, és nehéz mivelésűek.”
A falu nevét egy 1800 körül készült megyei térkép „Berezna Pásztély” néven írta. 1808-ban „Begengyat-Pásztély” a neve.
Fényes Elek 1851-ben kiadott geográfiai szótárában így ír a faluról: „Begengyát-Pásztély, orosz falu, Ungh vármegyében, N.-Bereznához keletre 1 1/4 mfdnyire, felette hegyes, erdős vidéken: 303 g. kath., 8 zsidó lak., szép bikkes erdővel. F. u. a kamara. Ut. p. Szobráncz.”
1913-ban „Alsópásztély” néven írták. A trianoni béke előtt Ung vármegye Nagybereznai járásához tartozott. Az első világháborút követően a mesterségesen létrehozott Csehszlovákiához csatolták, majd 1938-tól ismét Magyarországhoz tartozott 1944 őszéig, amikor a szovjet csapatok megszállták.
Ennek következtében 1945-ben az Ukrán Szovjet Szocialista Köztársaság, s ezzel együtt a Szovjetunió részévé vált. 1991 óta a független Ukrajna része.

## Népessége
1910-ben 305 lakosából 9 magyar, 31 német, 265 ruszin lakosa volt; ebből 272 görögkatolikus, 32 izraelita volt.
| 1910 | 305 |
| 2001 | 190 |

A népesség anyanyelv szerinti megoszlása a teljes népesség %-ában (2001)